# Hechtia lyman-smithii
Hechtia lyman-smithii là một loài thực vật có hoa trong họ Bromeliaceae. Loài này được Burt-Utley & Utley mô tả khoa học đầu tiên năm 1987.